# 科希策國立劇院

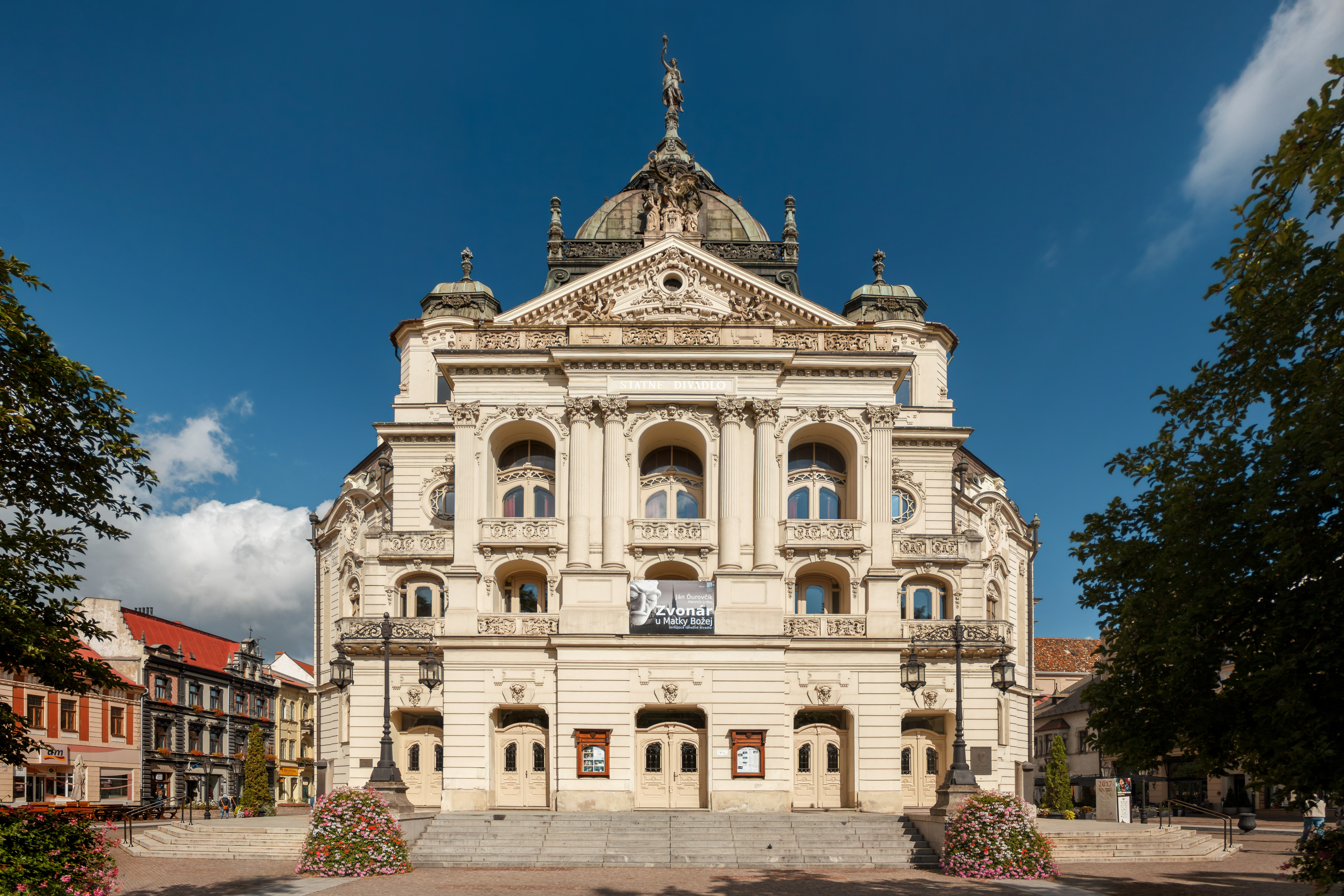
科希策國立劇院

科希策國立劇院是位於斯洛伐克城市科希策的一座劇院。現在的劇院建築是一座新巴洛克式風格建築，修建於1879年至1899年之間。劇院內部的石膏裝飾也極為豪華。劇院的舞台呈七弦琴形。

## 外部連結
- Official website of The State Theatre Košice （页面存档备份，存于）

48°43′18″N 21°15′26″E / 48.7217°N 21.2573°E